# Elva (Italie)
Elva est une commune de la province de Coni dans le Piémont en Italie.

## Administration
| Période                                  | Période  | Identité     | Étiquette | Qualité |
| ---------------------------------------- | -------- | ------------ | --------- | ------- |
| 29 mai 2007                              | En cours | Laura Lacopo |           |         |
| Les données manquantes sont à compléter. |          |              |           |         |

### Hameaux
Bourgades : Lischia, Brione, Molini Allioni, Molini Abelli, Chiosso Inferiore, Chiosso Medio, Chiosso Superiore, Baletti, Grange Garneri, Grange Laurenti, Grange Viani, Meira, Grangette, Baudini, Martini, Castes, Rossenchie, Dao, Clari, Rinaud, Villar, Morelli, Goria Abelli, Goria Superiore, Goria Di Mezzo, Goria Ugo, Isaia, Mattalia

### Communes limitrophes
Bellino, Châteaudauphin, Prazzo, Sampeyre, Stroppo

## Monuments
- Église paroissiale Santa Maria Assunta